# 魚菜共生
鱼菜共生（Aquaponics），又稱養耕共生、複合式耕養，指的是結合了水生動物中的排泄物與水中的有機質,分解過濾成植物可吸收的硝酸鹽後供应给飼養箱上的蔬菜，同時蔬菜的根系把系統內的水净化供給水生動物使用，結合水產養殖（Aquaculture）與水耕栽培（Hydroponics）的互利共生生態系統。在一個鱼菜共生系統中，来自一個水產養殖系統的水被輸送到水栽系統，其中副產物是由硝化細菌分解成硝酸鹽和亞硝酸鹽，它們由植物利用作为營養物。水然後再循環回到水產養殖系統。
在魚菜共生中，可以吳郭魚、錦鯉或寶石魚等魚種。池子的水帶有魚的排泄物，含有氮、氨等成分，若直接排到河川、土壤，會造成環境的負擔；不過，若拿這些廢水來種菜，反而提供蔬菜養分，而且蔬菜淨化水質後又可以導回魚池再利用。這一套平衡系統，能避免水質惡化，且形成魚幫菜、菜幫魚的良性循環。
使用魚菜共生技術種植的蔬菜可以不需添加肥料，但因為各系統的設計及魚與菜品種的配合，在某些情況下，會有部份養分不足，需要做補充，如常遇見的鐵、鈣、鉀。使用種植過程中，因為養魚，故無法使用農藥殺蟲，一般可以利用物理機制，如防蟲網或是有機認證的資材以做為蟲害的控制。
以下的內容只是魚菜共生概念的介紹, 實際的系統應用, 需要參考更完整的相關資料。

## 歷史
魚菜共生在歷史上有跡可循，但是在其第一次時間出現上有一些爭論，阿茲特克人於西元1150年就將植物種在湖邊淺水區固定或在水上使用木筏及其他料做成的島嶼，利用人工浮島的方法發展農業，這種作法被叫做「奇南帕」。 
中國人則在唐朝（618年－907年）就有稻魚共生，利用田裡空間種稻兼養魚。利用人工浮島種植，唐代（618年－907年）稱葑田，元代代稱架田。明末清初，实现‘桑基魚塘’或‘蔗基魚塘’，实现养蚕业、與製糖業與渔业的共生。

## 系統組成

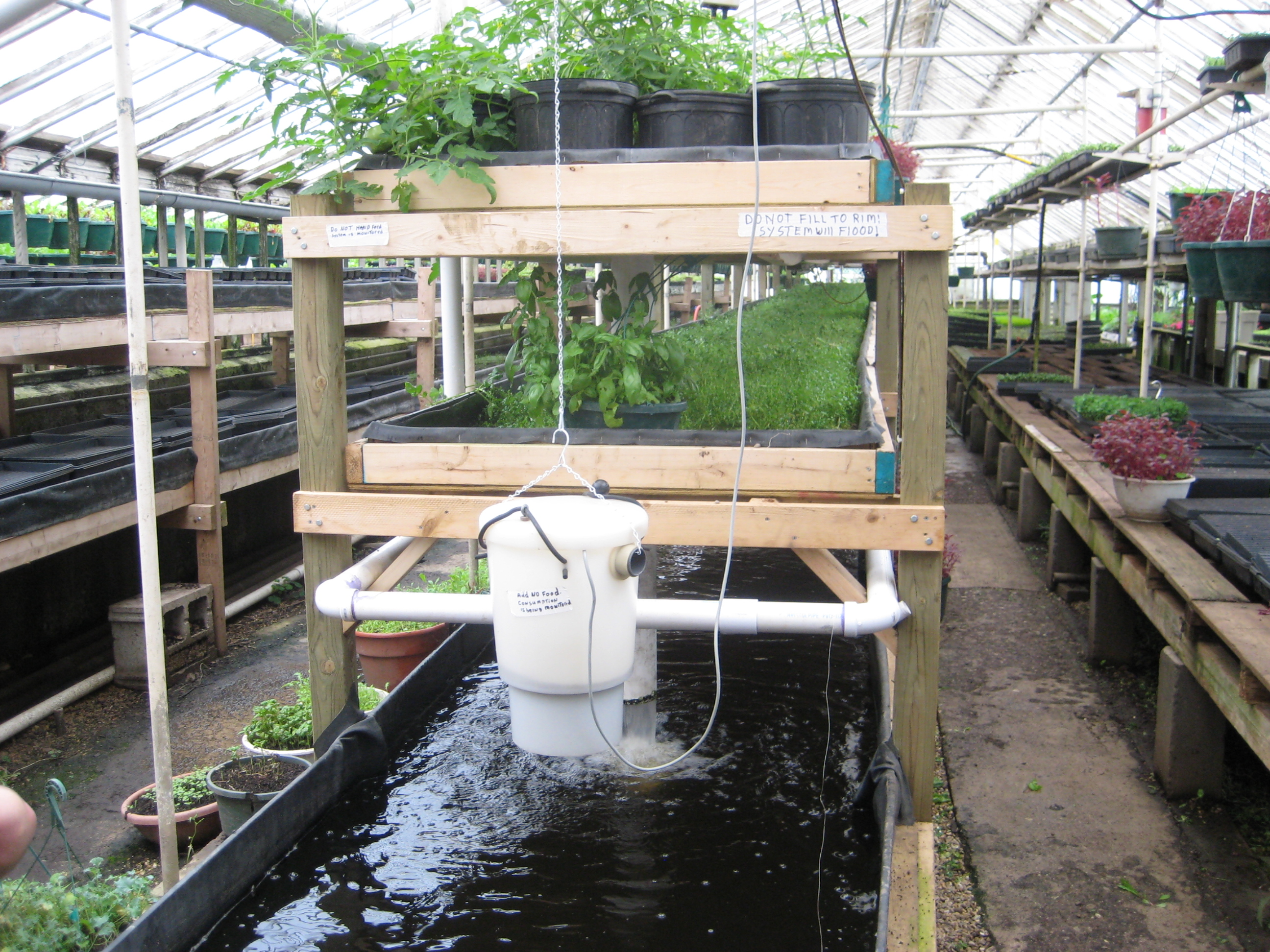
一个商业鱼菜共生系统。

魚菜共生包括兩個主要部分，水產養殖和水耕種植。魚菜共生可以能夠結合兩種優點而改善兩邊缺點，不斷循環再利用。儘管由這兩部分為主，魚菜共生系統還包含幾個組件或子系統, 如有機質的分解的過濾系統，或用於保持水溶氧的, 充氣系統等 。
典型的組成部分包括：
- 魚池：飼養水生動物。
- 過濾池：主要用於過濾水質, 一般包含了, 固液分離的物理過濾及培養硝化細菌將氨、氮轉為亞硝酸鹽、硝酸鹽等的生化過濾。
- 種植池：栽種植物

## 系統組件
一个鱼菜共生系统依赖于不同生物共生才能够成功。三个主要的生物是植物，鱼（或其他水生生物）和细菌。有些系统还包括像蚯蚓等额外的生物。

### 植物

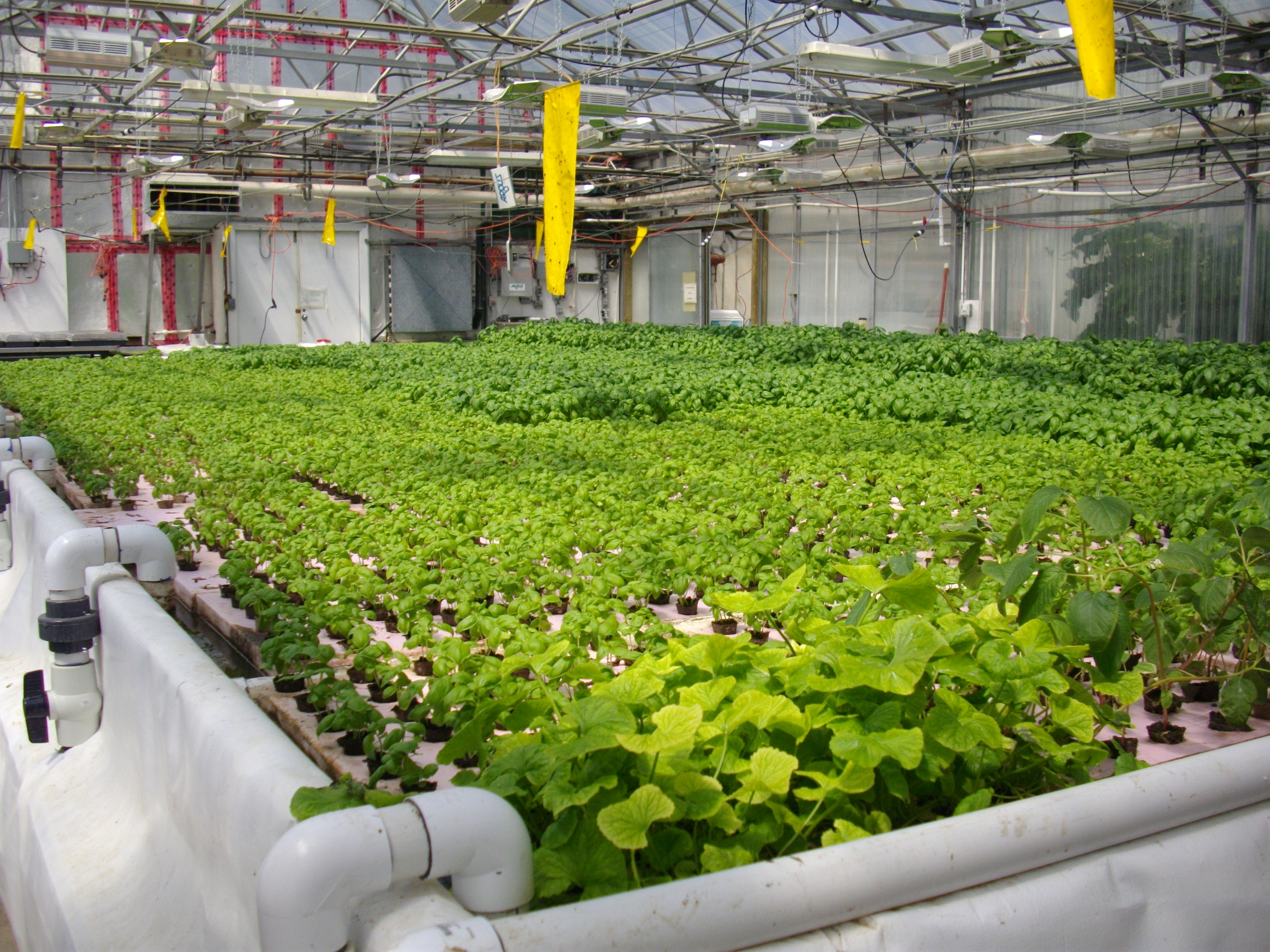
水耕浮筏魚菜共生

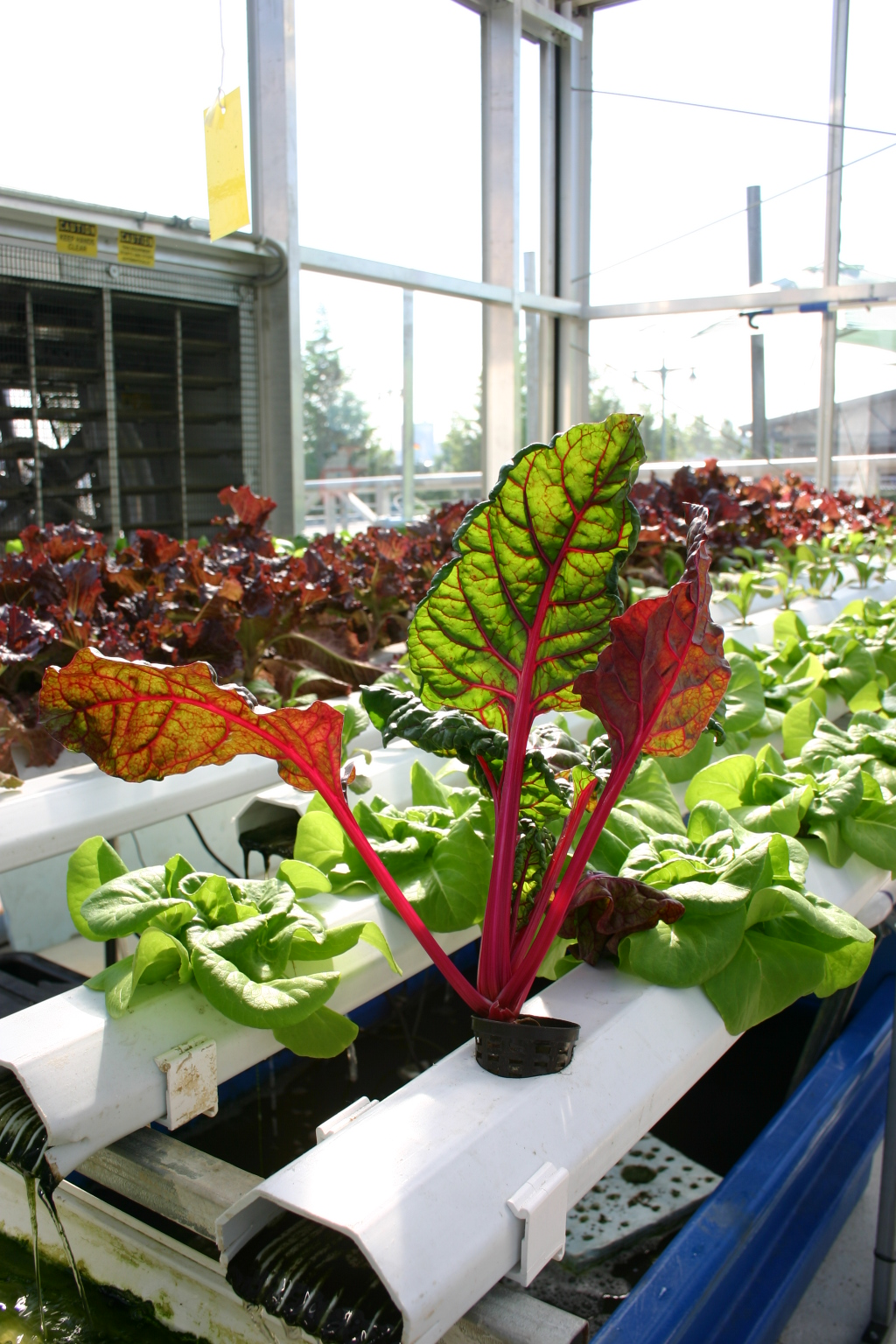
水平的PVC管，綠葉蔬菜，莙薘菜（甜菜）在前。

魚菜共生中, 養份的來源是魚的排泄物及飼料的殘料等, 故放養的數量會影響水中養份的含量, 在一定含量下, 可種植一定數量的植物(視各品種), 當種植量超過水中養份含量, 會產生生長不良的情況, 當種植量不足時, 則養份會有累積的問題

### 魚（或其他水生生物）
目前魚菜共生中主要是使用淡水魚，例如：寶石魚、大頭魚、錦鯉等等，但也有使用淡水小龍蝦和蝦。

### 細菌
硝化菌，在有氧的環境下將氨轉化成硝酸鹽，是在魚菜共生系統中最重要的功能之一，從而有效地降低了對水生生物的毒性，並為植物提供可吸收的硝酸鹽化合物。氨為鱼类等水生生物新陳代謝的產物通过排泄作用和鱼腮持续的排放，雖然植物在水中可吸收一定程度的氨，但由於氨的濃度較高（通常介于0.5和1ppm之间）可殺死水生生物。
氨可以通过联合健康的种群被转化成其它含氮化合物：
- 亚硝化杆菌（英语：Nitrosomonas）：即把氨转化成亚硝酸盐的细菌，和
- 硝化杆菌：即把亚硝酸盐转化成硝酸盐的细菌。

## 水耕子系统
植物生長在水培系統中，透過水攜帶供植物生長所需的營養成分。這使他們將水生動物有毒的代謝物通過過濾池及生化池轉換成植物可吸收的養份，植物在系統中持續吸收養份, 並返回到養殖池。這個是循環的。
水培系統的常見的魚菜共生的應用包括：
- 深水式：發泡膠筏漂浮在槽比較深水產養殖盆地。
- 介質式：固體介質如礫石或粘土珠，在從養殖淹沒與水的容器內。
- 潮汐式：固體介質在交替淹沒的容器，瀝乾利用不同類型的虹吸排水管。 這種類型的魚菜共生的也被稱為洪水和漏魚菜共生或落潮和流魚菜共生 。
- 直立式：為了因應一般家庭的有限空間，而設計了一套自動生態循環系統之直立式家庭魚菜共生，尺寸只有一個小茶几的大小，適合設置在家庭中的陽台、客廳、廚房及居家的任何室內空間.[12]

其它也包含了, 營養液膜技術，管耕式等。 每種方法都有自己的好處。
因為在不同生長階段的植物需要不同數量的礦物質和營養素，植物成長收穫同一時間交錯使用。這樣可以確保魚菜共生的生態平衡。

## 硝化池
在一個魚菜共生系統中，細菌附著在系統與水接觸的所有的固體表面上，硝化池主要負責將氨轉化為可用硝酸鹽。控制氨和亞硝酸鹽在水中的濃度。照顧這些細菌菌落以調節氨和亞硝酸鹽的全同化是非常重要的。這就是為什麼大多數魚菜共生系統包括硝化池單元。加速魚菜共生有機固體的分解一種方法是使用蚯蚓。

## 操作

### 飼料來源
在大多數水產養殖為基礎的系統，飼料通常來自價值較低的物種的魚粉，但是野生魚類資源的枯竭不斷使這種做法不環保。有機魚飼料可能被證明是緩解這一問題的可行的替代方案。其它方法包括水生植物一種。

### 水的使用
魚菜共生系統是循環水養殖系統，養殖不換水不排放非常有效地重複利用水。該系統依賴於魚類和植物之間的共生關係，以穩定的循環系統降低水質的波動來進行系統運作，除了植物吸收和蒸發才需加水。

### 能源的使用
鱼菜共生装置依靠人造能源來進行水的循環，其他能源需求包含了环境控制, 增加水中溶氧等。然而使用替代能源或是綠色能源, 也是一種增加環保的方式。
虽然精心设计可以最大限度地降低风险，鱼菜共生系统可以有多个“单点故障”的地方，例如，遇到电气故障或管道堵塞问题可能导致完全丧失水生生物。所以需要加以注意。

### 引用
1. ↑  . 2013-08-07  [2013-08-12]. （原始内容存档于2016-03-04）.
2. ↑  . 2014宜蘭綠色博覽會 - 看見土地新價值. 宜蘭縣政府. 2014年3月  [2014-07-01]. （原始内容存档于2021-04-04）.
3. ↑  . 上下游新聞市集. 蘋果日報. 2014年2月23日  [2014年7月1日]. （原始内容存档于2016年3月13日）.
4. ↑  Rakocy, James E.; Bailey, Donald S.; Shultz, R. Charlie; Thoman, Eric S.  (PDF). University of the Virgin Islands Agricultural Experiment Station.   [11 March 2013]. （原始内容 (PDF)存档于2022-01-10）.
5. ↑  . 商報. 2013-08-05  [2013-08-12]. （原始内容存档于2014-03-11）.
6. ↑  《魚菜共生：鮮採現吃！從地下室到頂樓，從零開始實踐的新形態懶人農法》， 城田魚菜共生健康農場 著，麥浩斯出版社，20頁，ISBN 978-986-408-016-8
7. ↑  Boutwelluc, Juanita. . Napa Valley Register. December 15, 2007  [April 24, 2013]. （原始内容存档于2019-06-24）.
8. ↑  唐 秦系《题镜湖野老所居》诗：「树喧巢鸟出，路细葑田移。」 宋 陈旉《农书》卷上：「若深水薮泽，则有葑田，以木缚为田丘，浮系水面，以葑泥附木架上而种艺之。其木架田丘，随水高下浮泛，自不渰溺。」另見《王禎農書》架田
9. ↑  《魚菜共生：鮮採現吃！從地下室到頂樓，從零開始實踐的新形態懶人農法》 城田魚菜共生健康農場 著，麥浩斯出版社，22頁～24頁，ISBN 978-986-408-016-8
10. 1 2 3  Rakocy, James E.; Masser, Michael P.; Losordo, Thomas M.  (PDF) (454). Southern Regional Aquaculture Center. November 2006  [April 24, 2013]. （原始内容 (PDF)存档于2012-09-15）.
11. ↑  Backyard Aquaponics. .   [April 24, 2013]. （原始内容存档于2019-10-09）.
12. ↑  . www.lagoon-shop.com.tw.   [2022-01-26]. （原始内容存档于2022-01-26） （中文（繁體））.
13. ↑  Lennard, Wilson A.; Leonard, Brian V. . Aquaculture International. 2006, 14 (6): 539–550. doi:10.1007/s10499-006-9053-2.
14. ↑  Rakocy, James E.; Shultz, R. Charlie; Bailey, Donald S.; Thoman, Eric S. M.A. Nichols , 编.  (PDF). Acta Horticulturae (International Society for Horticultural Science). 2004, (648)  [April 24, 2013]. （原始内容 (PDF)存档于六月 12, 2013）.
15. ↑  Royte, Elizabeth. . The New York Times Company. July 5, 2009  [8 March 2011]. （原始内容存档于2021-04-04）.

### 書目
- 陳登陽, 林琨堯, 黄昶立. . 晨星 出版社. 2017-10-12: 272頁 [2017]. ISBN 978-986-443-349-0.
- 城田魚菜共生健康農場. . 麥浩斯出版社. 2015-03-26: 128頁 [2015]. ISBN 978-986-408-016-8.
- 王獻堂; 水水團隊；NIC、小房子（繪者）. . 尖端 出版社. 2015-03-23: 200頁 [2015]. ISBN 978-957-105-902-0.
- 好吃編輯部. . 麥浩斯出版社. 2015-03-22: 208頁 [2015]. ISBN 978-986-580-279-0.